# Aare
Aare (franska: Aar) är vänsterbiflod till Rhen i kantonerna Bern, Solothurn och Aargau i Schweiz. Räknat på vattenmängden är den Rhens största biflöde. Längden är 288 km, och det 17 779 kvadratkilometer stora avrinningsområdet täcker nästan halva Schweiz yta.

## Sträckning

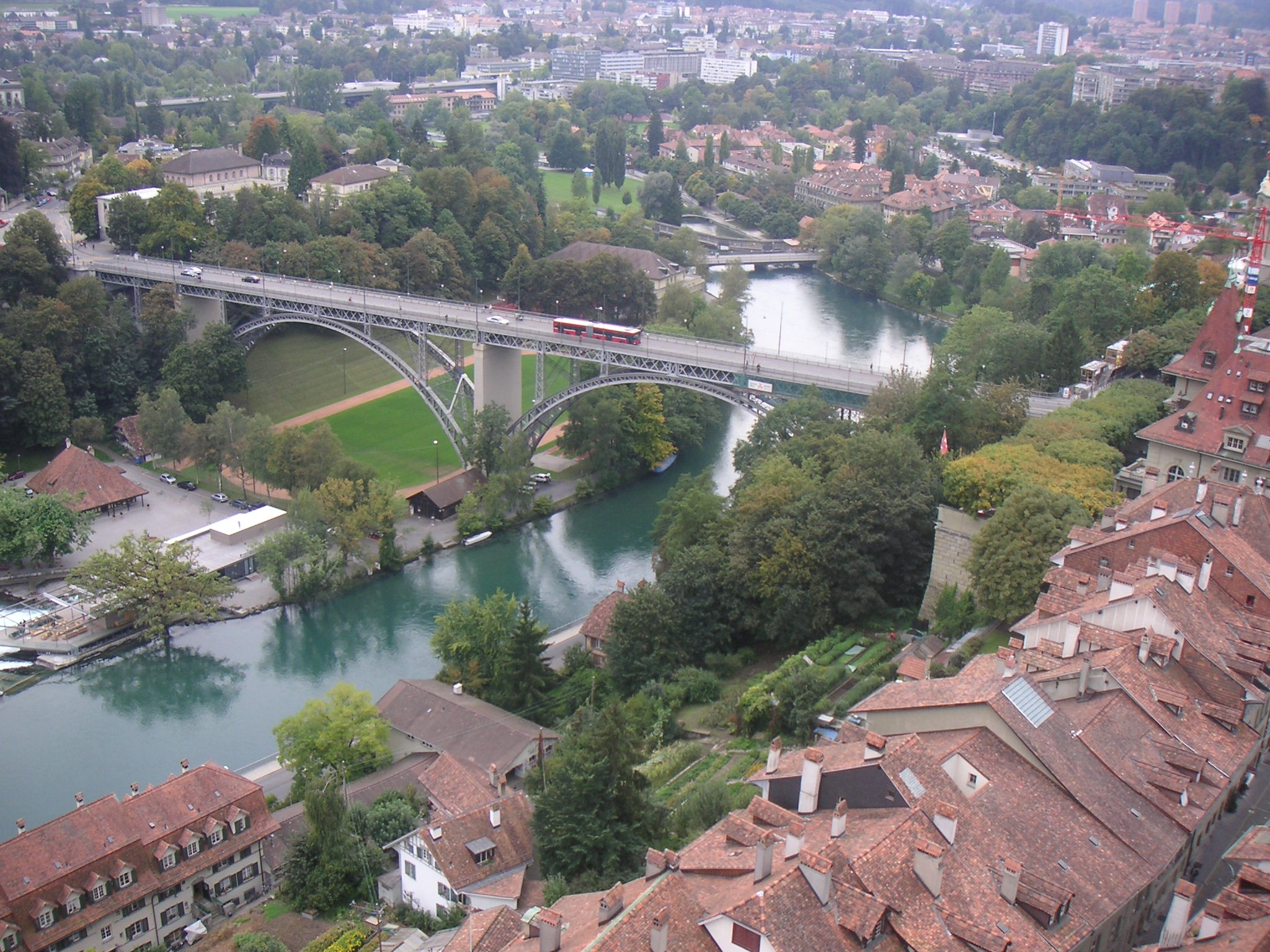
Aare flyter genom Bern.

Aares källa är den uppdämda sjön Grimselsee i Oberhasli i kantonen Bern, vars nominella höjd är 1908 m. Sjöns tillflöden är bergsbäckar, bland annat Oberaarbach, och glaciären Unteraargletscher som kommer från Finsteraarhorn i Bernalperna. Aare genomflyter Haslidalen samt Brienz- och Thun-sjöarna och passerar Thun och huvudstaden Bern.

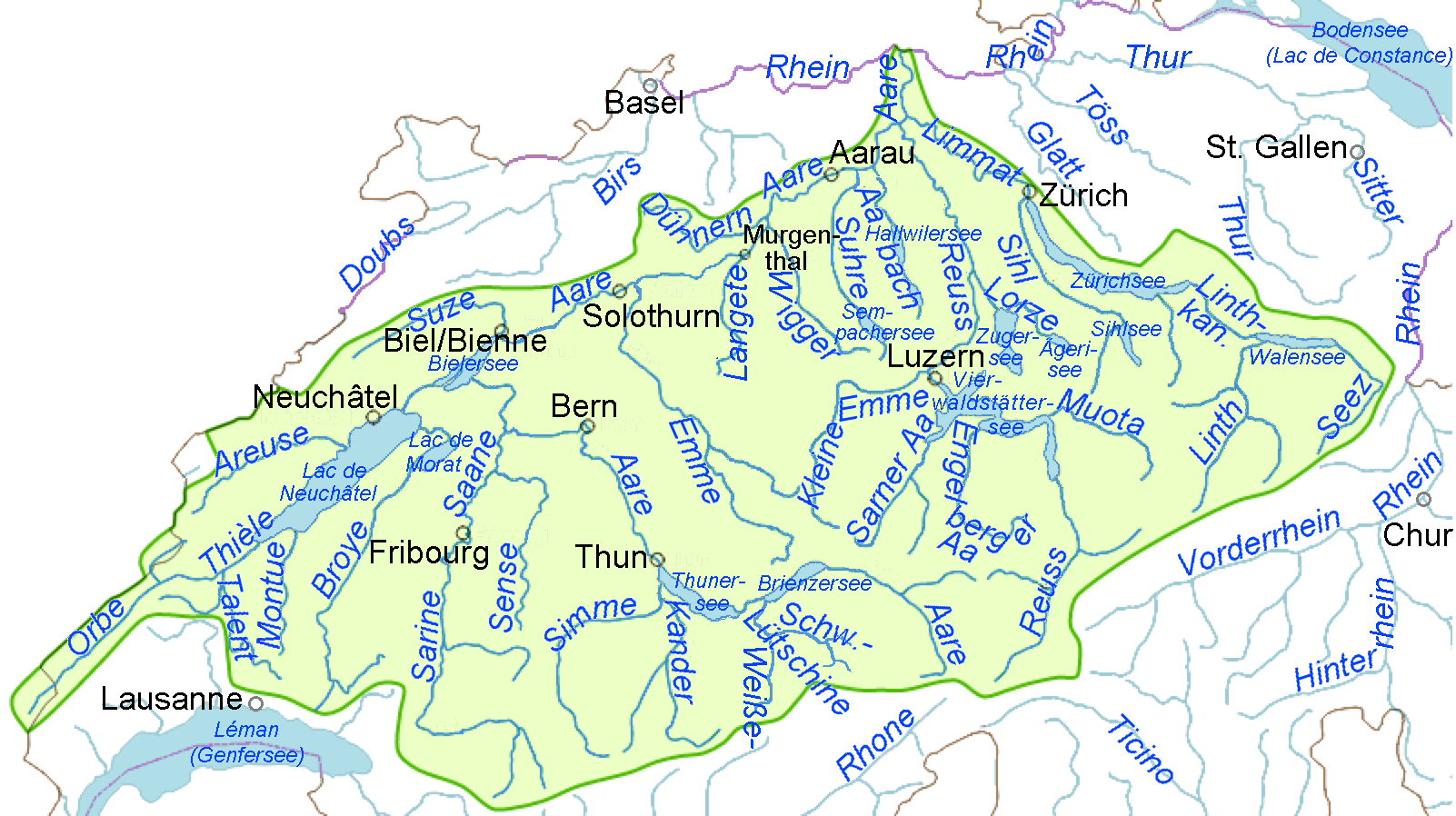
Aares och dess bifloders avrinningsområde täcker nästan halva Schweiz yta.

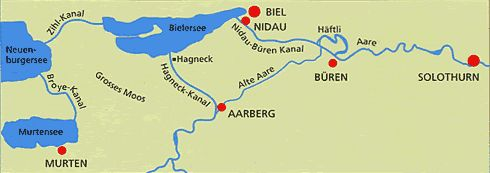
Hagneck- och Nidau-Büren-kanalerna.

I Bielsjön upptar den Neuchâtelsjöns avflöde Zihl. Nedanför Bielsjön genomflyts städerna Solothurn, Olten, Aarau och Brugg innan mynningen i Rhen vid det schweiziska Koblenz. Medelvattenföringen i Untersiggenthal nära mynningen är 518 m³/s.
Aares avrinningsområde befinner sig nästan helt inom Schweiz gränser; undantaget är ett biflöde med källa i den franska delen av Jurabergen. Avrinningsområdet täcker nästan 18 000 kvadratkilometer, vilket nästan täcker halva Schweiz yta. Det innefattar hela det centrala låglandet samt nordsidan av de centrala schweiziska Alperna.

## Översvämningar, reglering och vattenkraftverk
Vattenföringen i Thunsjöns tillflöden varierar kraftigt. Även bergsbäckar som tillflyter nedanför Thun, till exempel Zulg, kan föra mycket vatten och trädrester. Detta har ofta orsakat översvämningar i Aaredalen. Senast 2005 översvämmades Matte-delen av staden Bern.
För att skydda dalen nedanför Aarberg genomfördes under 1870-talet 1.Juragewässerkorrektur. Istället för den historiska fåran från Aarberg till Büren leds Aares vatten nu i en omväg via den 8 km långa Hagneck Kanal till Bielsjön och från Bielsjön via Nidau-Büren-Kanal till Aares tidigare lopp vid Büren. Efter ytterligare förbättringar har regleringen visat sig effektivt skydda flodens nedre lopp.
I Haslidalen finns betydande vattenkraftverk, på andra platser mindre flodkraftverk.

## Sjöfart
Aare är segelbar från Bielsjön till Solothurn via en sluss i Port. Under den varma årstiden driver Bielersee Schiffahrtsgesellschaft (BSG) reguljär passagerartrafik på sträckan Biel-Solothurn.